# Guido Marilungo
Guido Marilungo (* 9. August 1989 in Montegranaro) ist ein italienischer Fußballspieler.

## Karriere

### Verein
Guido Marilungo begann seine Karriere in der Jugendabteilung von Sampdoria Genua. Der Stürmer nahm in der Saison 2007/08 mit der Jugendmannschaft der höchsten Altersstufe, der Primavera, an der Primavera-Meisterschaft teil. Während der Saison 2008/09 schaffte der Angreifer den Sprung in die Profimannschaft der Genuesen und debütierte dabei am 18. Januar 2009 in der Partie gegen die US Palermo in der Serie A. Bei seinem fünften Einsatz in der höchsten Spielklasse am 26. April 2009 im Heimspiel gegen Cagliari Calcio erzielte Marilungo seine ersten beiden Tore zur 2:0-Führung für die Blucerchiati, die Partie endete schließlich mit einem 3:3-Unentschieden. Zwei Wochen später traf er erneut, als er beim 5:0-Heimsieg über Reggina Calcio den Treffer zur 4:0-Führung beisteuerte.
Am 27. August 2009 gab der Zweitligist US Lecce die leihweise Verpflichtung des Angreifers bekannt. Bei seinem dritten Ligaeinsatz für Lecce am 26. September 2009 erzielte er gegen die AC Mantova 22 Minuten nach seiner Einwechslung den 1:1-Ausgleichstreffer. Eine herausragende Leistung gelang Marilungo am 19. März 2010 in die Auswärtspartie bei Reggina Calcio, als er innerhalb der 61. und 90. Minute drei Tore für die Gäste erzielte und Lecce somit auf die Siegerstraße brachte.
Im Sommer 2010 kehrte er wieder zu Sampdoria Genua zurück. Ein Jahr später wechselte er zu Atalanta Bergamo. Nach drei Jahren folgten jedoch mehrere Leihstationen. 2014 zur AC Cesena, 2015 zur SS Virtus Lanciano, 2016 zum FC Empoli und 2017 zu Spezia Calcio.

### Nationalmannschaft
Marilungo wurde im Jahr 2009 von Nationaltrainer Pierluigi Casiraghi erstmals in den Kader der italienischen U-21 Auswahl berufen, für die er am 8. September 2009 in der Partie gegen Luxemburg debütierte. Weiters wurde er am 13. November 2009 in der Partie gegen Ungarn und vier Tage später erneut gegen Luxemburg eingesetzt. In diesem Spiel konnte er seinen ersten Torerfolg verbuchen.